# Лаузен (Базель-Ланд)
Лаузен (нем. Lausen BL) — коммуна в Швейцарии, в кантоне Базель-Ланд.
Входит в состав округа Листаль. Население составляет 5148 человека (на 31 декабря 2017 года). Официальный код — 2828.